# Solna kyrkvägs radhusområde

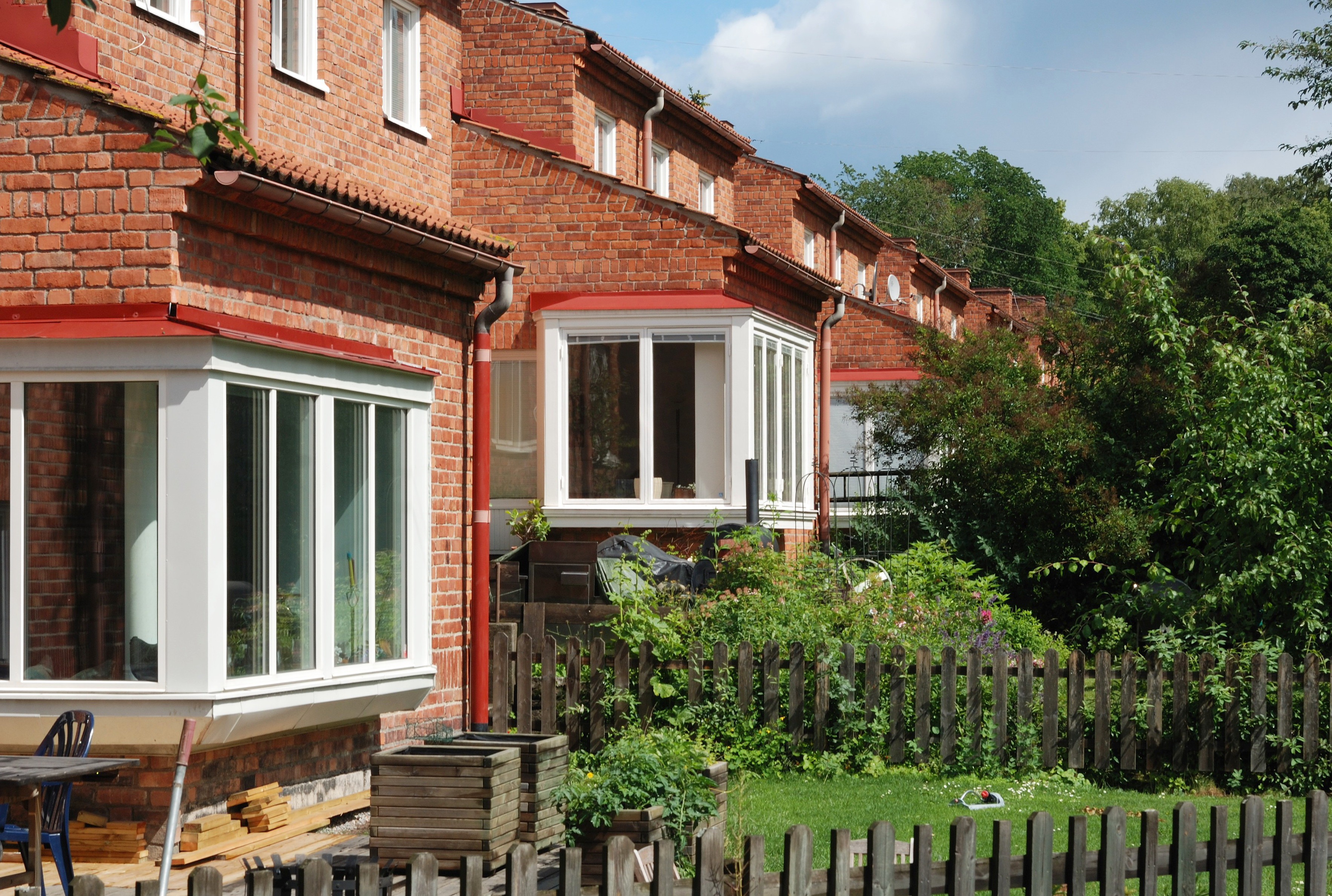
Trädgårdssidan och vardagsrummens hörnfönster, juni 2011.

Solna kyrkvägs radhusområde består av en länga med tio radhus i kvarteret Klockaren som sträcker sig mellan Solna kyrkväg och S:t Martins väg i Solna kyrkby i Solna kommun. Radhusen uppfördes mellan 1943 och 1950 efter ritningar av arkitekt Dag Ribbing och räknas idag till en av Solnas större arkitektoniska tillgångar.

## Historik
I samband med att Solnavägen anlades 1942 lät Solna församling stycka upp sin obebyggda och vildvuxna mark väster om Solna kyrka för bostadsbebyggelse. Triangeln mellan Solnavägen och Solna kyrkväg uppdelades i fyra kvarter (Klockaren, Vapenhuset, Kapellanen och Kyrkvärden) som avskildes från varann genom S:t Martins väg (uppkallad efter Solnas skyddshelgon S:t Martin) och Johan Olof Wallins väg (uppkallad efter kyrkoherden Johan Olof Wallin).

## Byggnadsbeskrivning

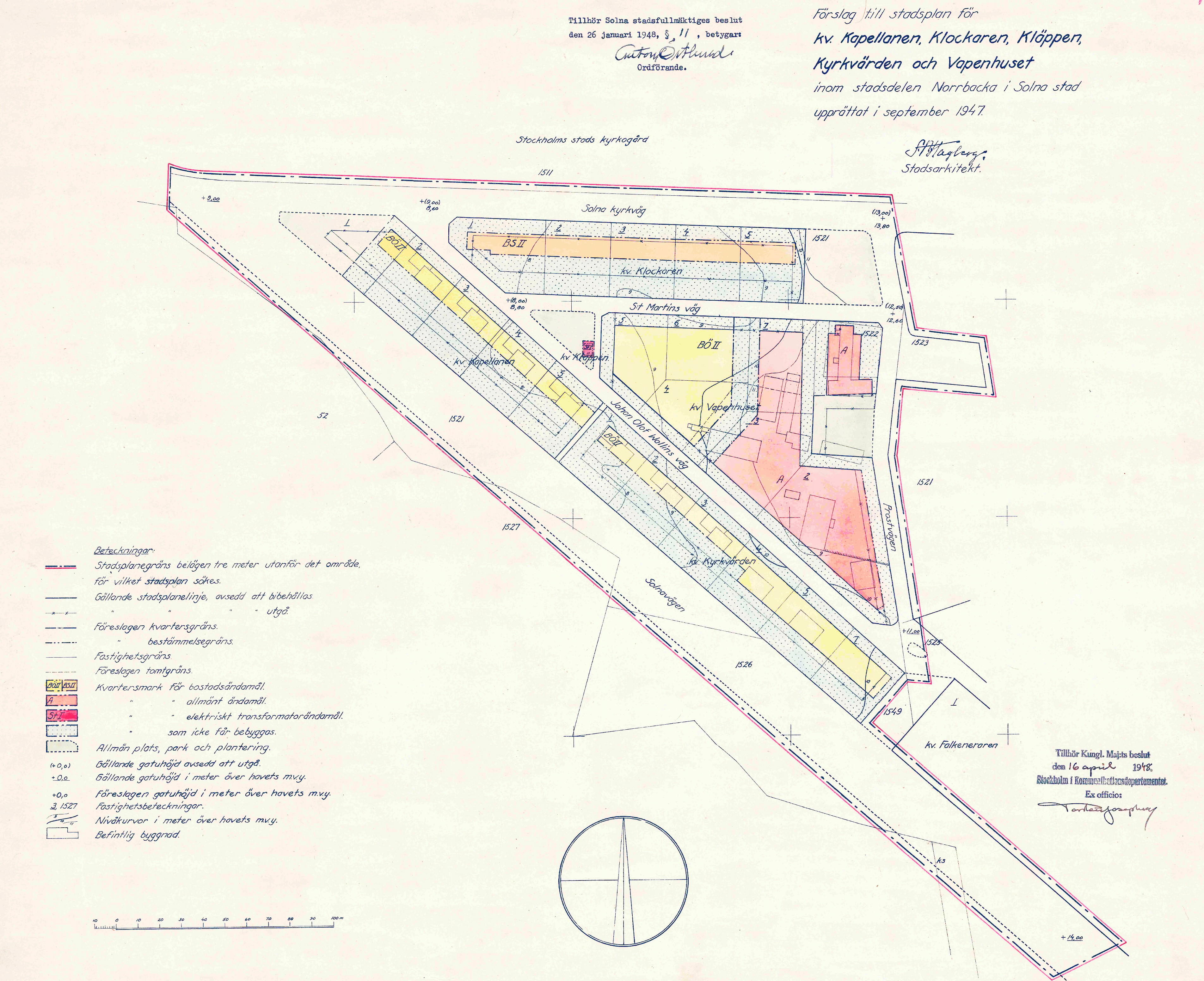
Stadsplan från 1947 för kvarteren Klockaren, Vapenhuset, Kapellaren och Kyrkvärden.

Byggherren var Solna församling som upplät fastigheterna med tomträtt vilket var en nyhet utanför Stockholm. För kvarteret Klockaren beslöt man att låta bygga bostadsrättslägenheter i form av en radhuslänga. Uppdraget gick till KF:s arkitektkontor där arkitekt Dag Ribbing fick ta hand om projektet. 1947 upprättades en stadsplan av Solnas dåvarande stadsarkitekt S.A. Hagberg. 1949 övertog den då nybildade bostadsrättsföreningen Klockaren nr 11 rollen som byggherre. Kommunens fastighetsaktiebolag Falkeneraren skötte den övergripande planeringen och byggde husen.
Ribbing ritade en länga bestående av tio radhus med fasader av rött murtegel och sadeltak täckta av enkupigt taktegel. Entréerna anordnades mot norr i en lägre förbindelsebyggnad med en våning som även innehåller vardagsrummet. Bostadsdelen är något förskjuten i sidled och har två våningar samt en utanpå liggande skorsten på gaveln. Mot Solna kyrkväg utfördes fasaden sluten, enda utsmyckning utgörs av en liten balkong med sirligt smidesräcke. 
Mot sydsidan öppnar sig fasaden med symmetriskt anordnade fönster i högdelen och ett hörnfönster som skjuter ut ur fasaden i den lägre vardagsrumsdelen. Varje radhus har en yta av 220 m² och fick en egen trädgårdsplätt bestående av en gräsyta och en stenlagd terrass samt eget garage i källarvåningen med infart från Solna kyrkväg. Fasaden livades upp genom dekorativ mönstermurning i form av band och en blandning av olika hård brända tegelstenar från ljust rött till mörkt rödbrunt. Utformningen varierar mellan husen men helhetsintrycket utmärker sig genom sitt mycket enhetliga utseende. Husen blev inflyttningsklara 1950 och snart kända för personalen i det närbelägna Karolinska sjukhuset vilket medförde att en majoritet av hushållen i föreningen Klockaren nr 11 kom att bestå av läkarfamiljer. 
Dan Ribbing ritade ungefär samtidigt längan med sju kedjehus i grannkvarteren Kapellanen och Kyrkvärden som sträcker sig mellan Solnavägen och Olof Wallins väg. De formgavs efter samma principer som radhusen vid Solna kyrkväg. Till enfamiljshusen, som har en bostadsyta om mellan 138 m² och 157 m², hör även ett mindre friliggande garage. Enligt arkitekturskribenten Olof Hultin utgör bebyggelsen i svenska sammanhang en ”enastående konsekvent utförd tegelarkitektur med precision i detaljer och proportioner” samt att området hör till en av Solnas ”större arkitektoniska tillgångar”.

## Bilder

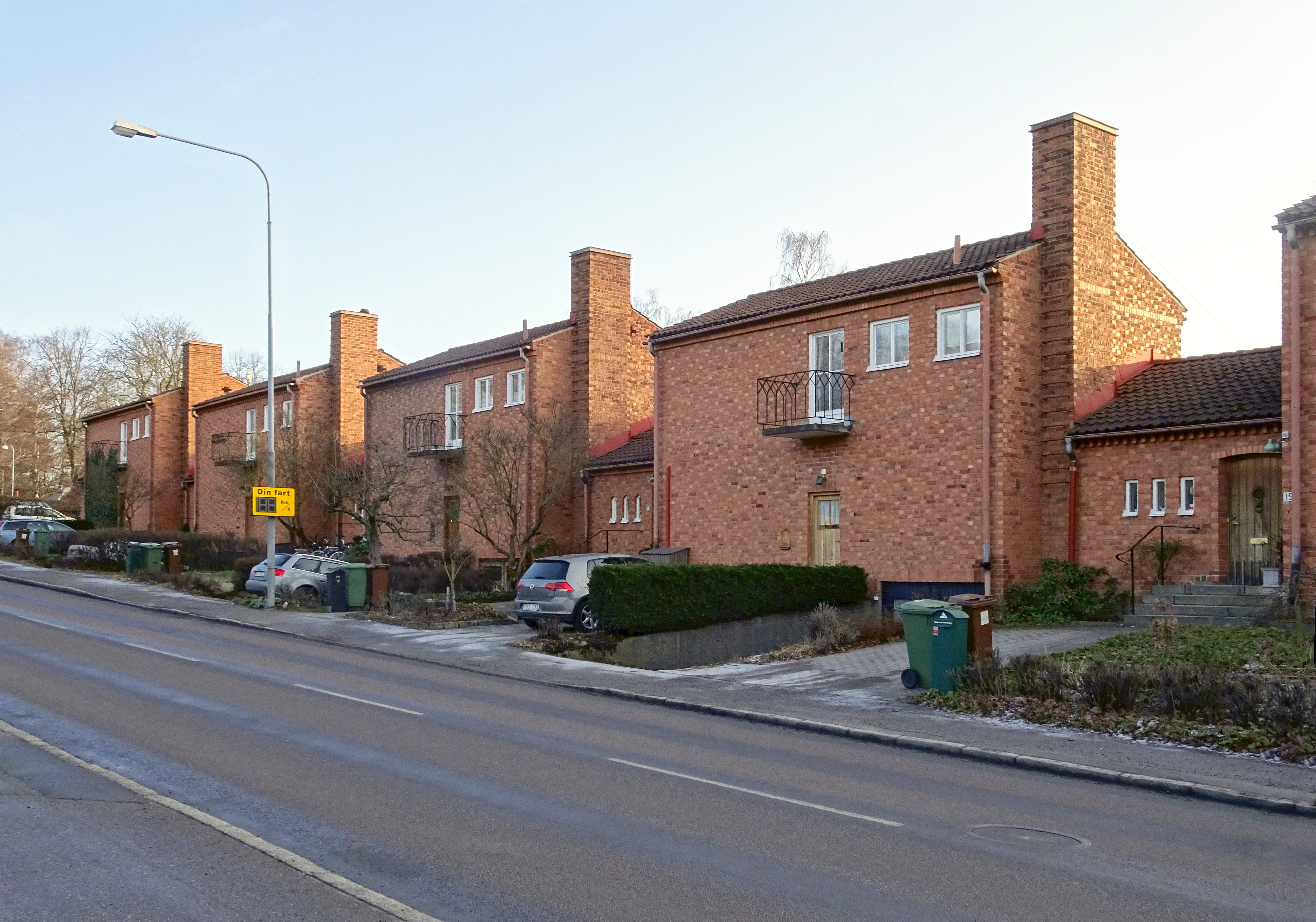
Entrésidan mot Solna kyrkväg, hus nr 13, 11, 9, 7.
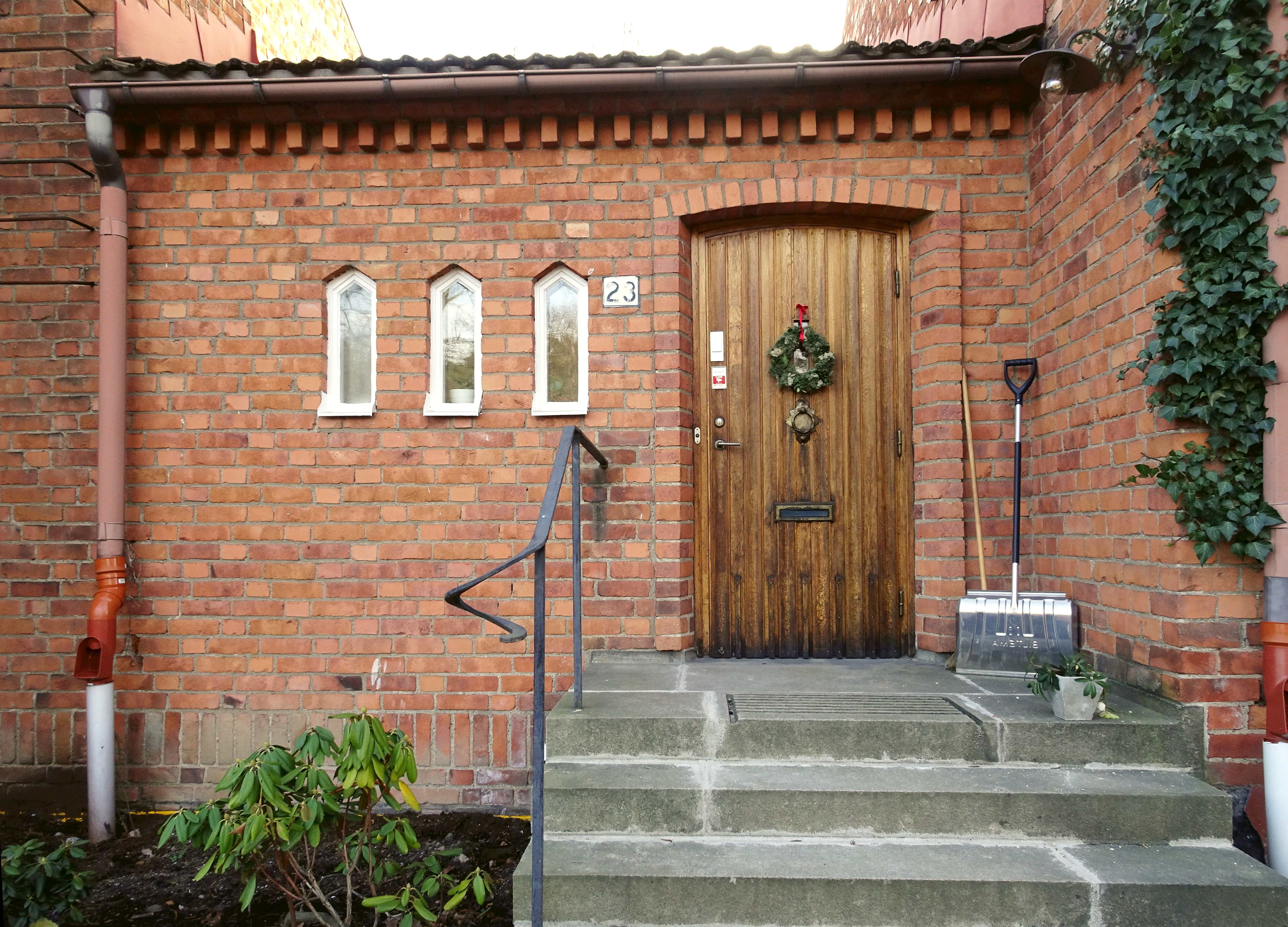
Entrén.
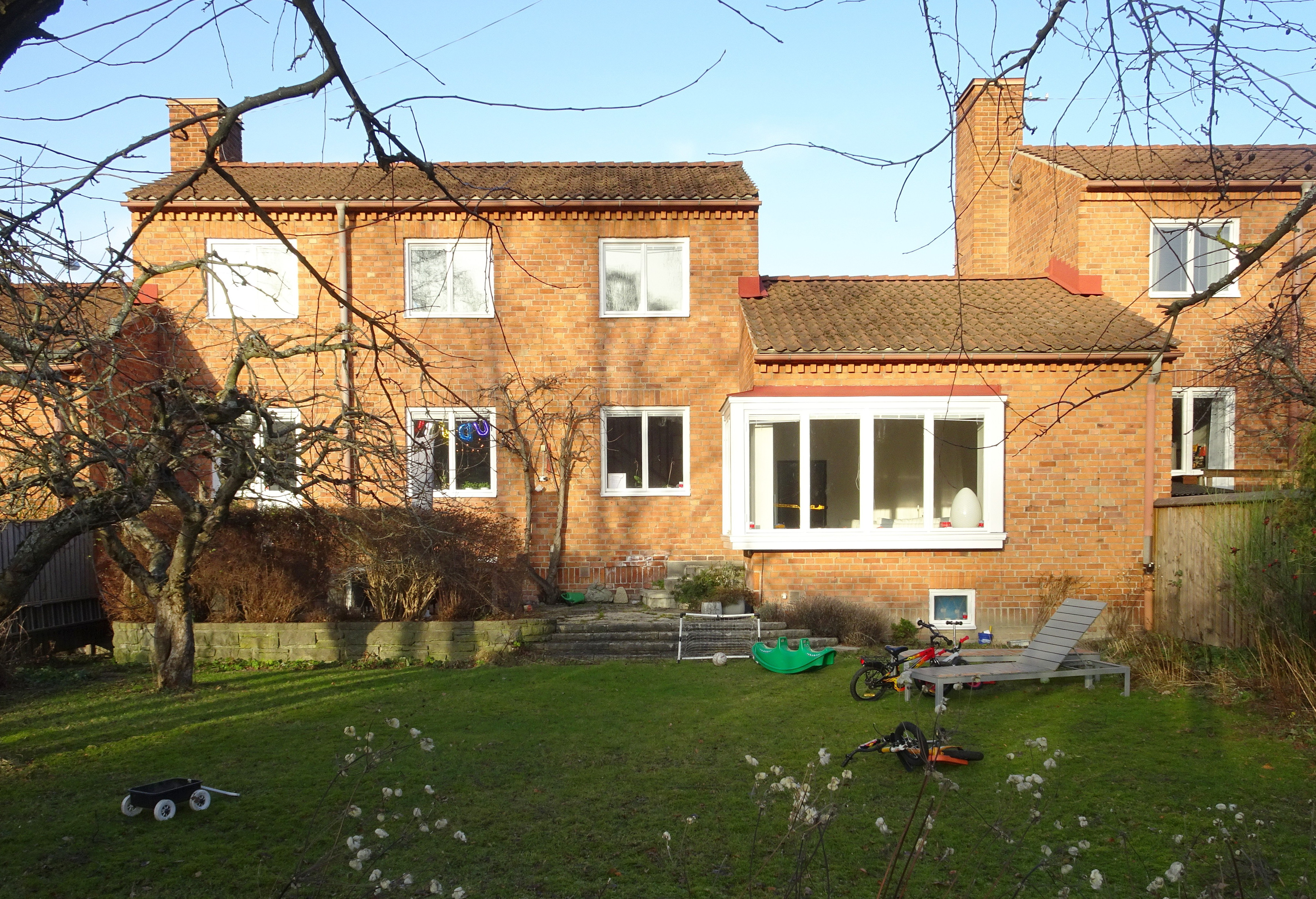
Trädgården.
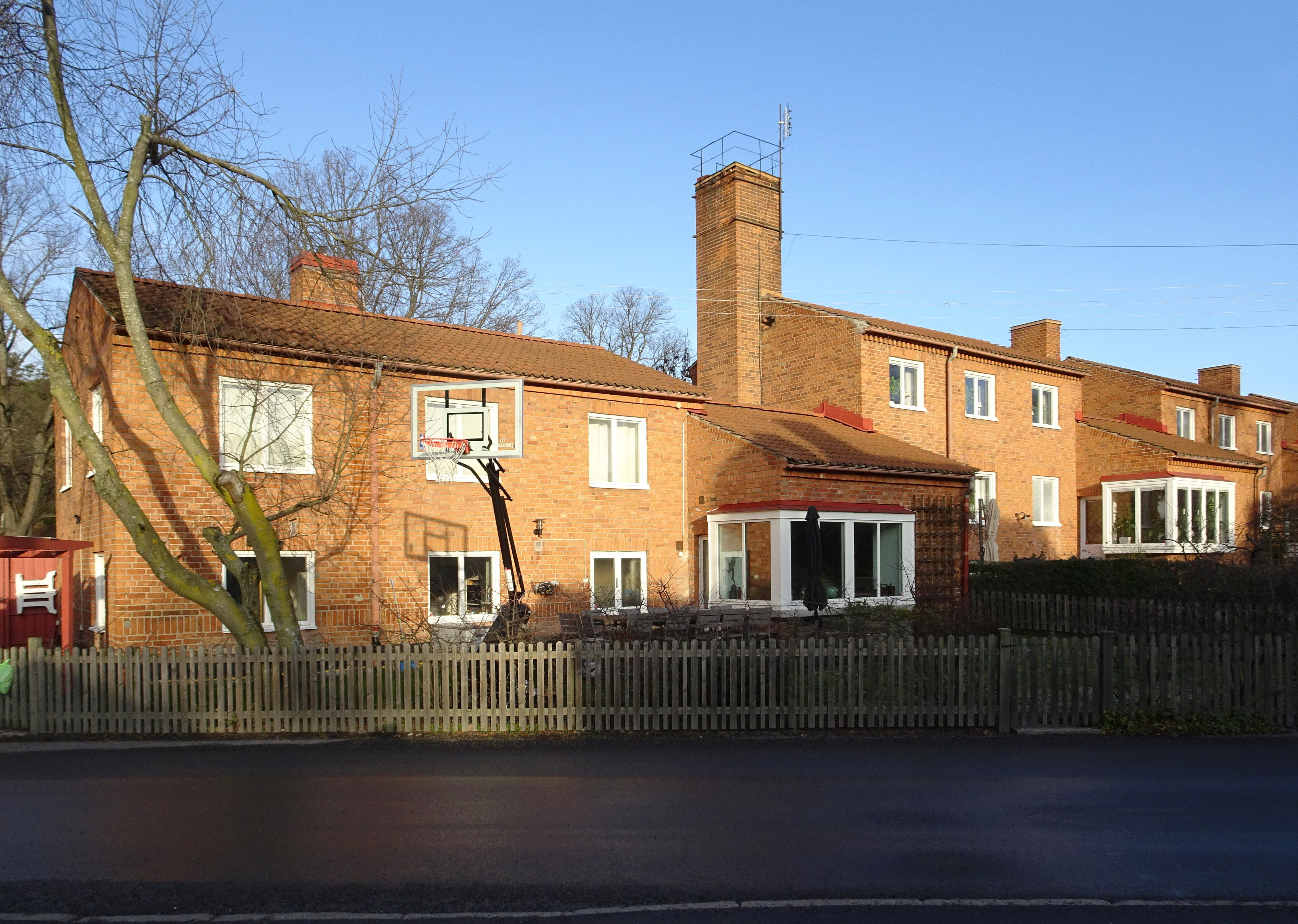
Trädgårdssidan mot S:t Martins väg.